# Жайно
Жайно — деревня в Шекснинском районе Вологодской области.
Входит в состав сельского поселения Чёбсарское, с точки зрения административно-территориального деления — в Чёбсарский сельсовет.
Расстояние по автодороге до районного центра Шексны — 17 км, до центра муниципального образования Чёбсары — 3 км. Ближайшие населённые пункты — Чурилово, Роща, Герасимово.
По переписи 2002 года население — 4 человека.